# Ulrike Kindl

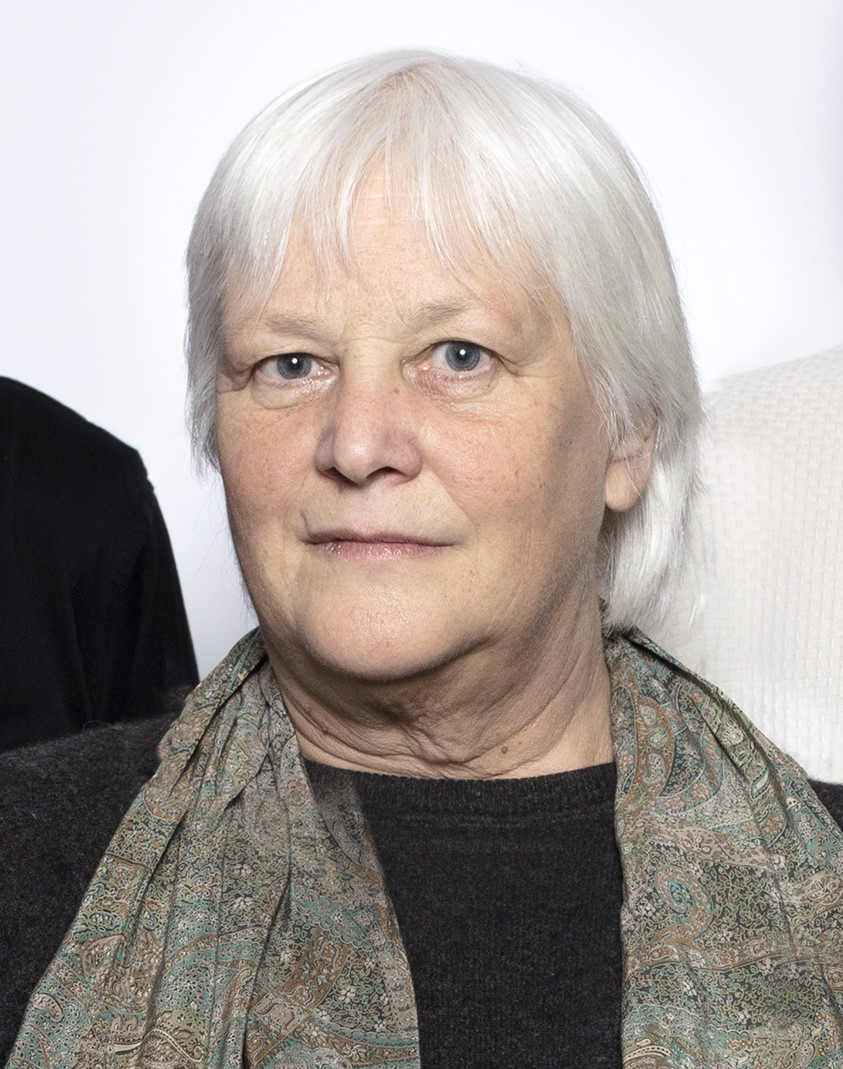
Ulrike Kindl (2019)

Ulrike Kindl (* 16. Oktober 1951 in Meran) ist eine italienische Volkskundlerin und Professorin an der Universität Ca’ Foscari in Venedig, Dipartimento di Scienze del Linguaggio.

## Werdegang
Kindl hat Germanistik, Mediävistik und Linguistik an den Universitäten Venedig, München und Ost-Berlin studiert. 1974 machte sie ihren Abschluss in ausländischer Literatur an der Ca’ Foscari in Venedig. Sie blieb dort und erhielt im Dezember 1974 eine Anstellung als Assistentin am Institut für deutsche Sprache und Literatur der Universität. Nebenbei vertiefte sie ihre Germanistik-Studien und beschäftigte sich mit Problemen und Methoden der Didaktik. Zwischen 1978 und 1986 folgten Studienaufenthalte an der Humboldt-Universität in Ost-Berlin sowie am Institut für Deutsch als Fremdsprache an der Universität München.
Seit 1980 ist ihr Forschungsschwerpunkt auf dem Gebiet der volkskundlichen Erzählforschung, Märchen- und Sagenkunde des alpinen Raums, sowie der Berührungspunkte zwischen Volks- und Kunstmärchen.
1986 wurde Ulrike Kindl assoziierte Professorin für deutsche Sprache und Literatur der Universität Ca’ Foscari.
Neben ihrer Hochschultätigkeit ist sie ist als wissenschaftliche Mitarbeiterin im Bereich der Folkloristik an den ladinischen Kulturinstituten „Majon di Fascegn“ (Vigo di Fassa, Trentino) und „Micurá de Rü“ (St. Martin in Thurn, Südtirol), tätig.

## Veröffentlichungen (Auswahl)
- Kritische Lektüre der Dolomitensagen von Karl Felix Wolff. Band I: Einzelsagen. Istitut Ladin „Micurá de Rü“, St. Martin in Thurn 1983.
- Märchen aus den Dolomiten. Diederichs, München 1992, ISBN 3-424-01094-4.
- Kritische Lektüre der Dolomitensagen von Karl Felix Wolff. Band II: Sagenzyklen – Die Erzählungen vom Reich der Fanes. Istitut Ladin „Micurá de Rü“, St. Martin in Thurn 1997, ISBN 88-8171-003-X.
- mit Alessandro Baccin (Hrsg.): Der Codex Brandis. Die Burgen im Burggrafenamt, im Vinschgau und im Oberinntal. Tangram: Meran, Osiride: Rovereto 2018, ISBN 978-88-7498-288-2.
- mit Hannes Obermair (Hrsg.): Die Zeit dazwischen. Südtirol 1918–1922. Vom Ende des Ersten Weltkrieges bis zum faschistischen Regime / Il tempo sospeso. L'Alto Adige nel periodo tra la fine della Grande Guerra e l'ascesa del fascismo (1918–1922). Edizioni alphabeta Verlag, Meran 2020, ISBN 978-88-95523-16-3.

## Schriftenverzeichnis
- Patrick Rina, Paolo Anvidalfarei: Ulrike Kindl: Werke und Aufsätze / Opere e saggi / Publicazions y articuli. In: Leander Moroder, Hannes Obermair, Patrick Rina (Hrsg.): Lektüren und Relektüren – Leggere, riflettere e rileggere – Nrescides letereres y letures critiches. Studia Prof. Ulrike Kindl septuagenariae die XVI mensis Oct. anni MMXXI dicata. Istitut Ladin „Micurá de Rü“, San Martin de Tor 2021, ISBN 978-88-8171-141-3, S. 59–68.